# Sauðahnjúkur
Sauðahnjúkur är en bergstopp i republiken Island. Den ligger i regionen Austurland, 300 km öster om huvudstaden Reykjavík. Toppen på Sauðahnjúkur är 848 meter över havet.
Trakten runt Sauðahnjúkur är nära nog obefolkad, med mindre än två invånare per kvadratkilometer. Det finns inga samhällen i närheten. Trakten runt Sauðahnjúkur består i huvudsak av gräsmarker.